# Архівна справа
Архівна спра́ва (рус. Архивное дело) — журнал, посвящённый истории, теории, практике архивного строительства, издававшийся в Харькове на украинском языке в 1926—1931 годах.

## Общие сведения
Журнал основан как специализированное научное непериодическое издание (книга 1). Однако, с 1927 года (книги 2-3) выходил как периодическое, научно-популярное издание. Являлся печатным орган Центрального архивного управления (ЦАУ) УССР. Его тиражи колебались от 750 до 1400 экземпляров. Всего вышел в свет 21 номер в 17 книгах.
В 1931 году журнал выходил под названием «Советский архив».

## Организационная структура
Редколлегию возглавлял по должности заведующий ЦАУ УССР. Научным редактором был Д. Багалий, ответственным секретарём — Е. Иванов. В разные годы в состав редколлегии входили: В. Веретенников, М. Гливенко, Ф. Герасименко, М. Рубач, С. Семко-Козачук, О. Сенченко, С. Тетин, Р. Шпунт.
В существовавших рубриках «Об архивной техники», «О деятельности центральных и окружных архивных управлений», «Постановления, инструкции и важнейшие распоряжения в архивном деле», «По Союзу», «За рубежом», «Критика и библиография» освещались вопросы теории и методики архивного дела, архивная жизнь в СССР и за рубежом, сообщались сведения о деятельности центральных и местных архивных управлений, библиографическая информация, существовал также консультационный отдел.

## Коллектив авторов
В состав основных авторов журнала входили: А. Барабашов, В. Барвинский, А. Водолажченко, Я. Жданович, В. Максаков, В. Мияковський, В. Никитин, А. Оглоблин, В. Романовский, К. Харлампович, П. Федоренко, И. Шабатин, М. Яновский.